# Lepidesmia
Lepidesmia là một chi thực vật có hoa trong họ Cúc (Asteraceae).

## Loài
Chi Lepidesmia gồm các loài: